# Куп сајамских градова 1958/60.
Куп сајамских градова 1958/60. је друго такмичење Купа сајамских градова у фудбалу. Замишљено је као текмичење репрезентација сајамских градова, које су могли представљати и фудбалски клубови. Такмичење је одржано од 1958. до 1960. године.
Од 16 екипа учесница, фудбалске репрезентације сајамских градова су имали Келн, Лајпциг, Копенхаген, Загреб, Београд, Базел и Лајпциг, док су осталих десет представљали фудбалски клубови. Лондон је представљао Челси, Рим — Рома, Милано — Интер, Барселону — ФК Барселона, Хановер — Хановер 96, Будимпешту — Ујпешт, Лозану — ФК Лозана спорт, Брисел — R. Union Saint-Gilloise,
Бирмингем — Бирмингем сити и Лион — Олимпик Лион. Најбољи стрелац такмичења био је играч репрезентације Београда Бора Костић са 6 постигнутих голова.

## Резултати

### Осминафинала
| Меч | Клуб                            | Држава     | укупан рез. | Држава          | Клуб                    | 1. утак. | 2. утак. |
| --- | ------------------------------- | ---------- | ----------- | --------------- | ----------------------- | -------- | -------- |
| 1   | R. Union Saint-Gilloise, Брисел | Белгија    | 6 - 2       | Источна Немачка | Лајпциг XI              | 6-1      | 0-1      |
| 2   | Хановер 96 Хановер              | Немачка    | 2 - 4       | Италија         | Рома Рим                | 1-3      | 1-1      |
| 3   | Келн XI                         | Немачка    | 2 - 4       | Енглеска        | Бирмингем, Бирмингем    | 2-2      | 0-2      |
| 4   | Загреб XI                       | СФРЈ       | 4 - 3       | Мађарска        | Ујпешт Будимпешта       | 4-2      | 0-1      |
| 5   | Копенхаген XI                   | Данска     | 0 - 7       | Енглеска        | ФК Челси, Лондон        | 0-3      | 0-4      |
| 6   | Београд XI                      | СФРЈ       | 11 - 4      | Швајцарска      | Лозана спорт, Лозана    | 6-1      | 5-3      |
| 7   | Базел XI                        | Швајцарска | 3 - 7       | Шпанија         | ФК Барселона, Барселона | 1-2      | 2-5      |
| 8   | Интер, Милано                   | Италија    | 8 - 1       | Француска       | ФК Олимпик Лион, Лион   | 7-0      | 1-1      |

### Четвртфинале
| Меч | Клуб                            | Држава   | укупан рез. | Држава  | Клуб            | 1. утак. | 2. утак. |
| --- | ------------------------------- | -------- | ----------- | ------- | --------------- | -------- | -------- |
| 1   | R. Union Saint-Gilloise, Брисел | Белгија  | 3 - 1       | Италија | Рома Рим        | 2-0      | 1-1      |
| 2   | Бирмингем, Бирмингем            | Енглеска | 4 - 3       | СФРЈ    | Загреб XI       | 1-0      | 3-3      |
| 3   | ФК Челси, Лондон                | Енглеска | 2 - 4       | СФРЈ    | Београд XI      | 1-0      | 1-4      |
| 4   | ФК Барселона, Барселона         | Шпанија  | 8 - 2       | Италија | ФК Интер Милано | 4-0      | 4-2      |

### Полуфинале
| Меч | Клуб                            | Држава  | укупан рез. | Држава   | Клуб                    | 1. утак. | 2. утак. |
| --- | ------------------------------- | ------- | ----------- | -------- | ----------------------- | -------- | -------- |
| 1   | R. Union Saint-Gilloise, Брисел | Белгија | 4 - 8       | Енглеска | Бирмингем, Бирмингем    | 2-4      | 2-4      |
| 2   | Београд XI                      | СФРЈ    | 2 - 4       | Шпанија  | ФК Барселона, Барселона | 1-1      | 1-3      |

## Финале
| Меч | Клуб                 | Држава   | укупан рез. | Држава  | Клуб                    | 1. утак. | 2. утак. |
| --- | -------------------- | -------- | ----------- | ------- | ----------------------- | -------- | -------- |
| 1   | Бирмингем, Бирмингем | Енглеска | 1 - 4       | Шпанија | ФК Барселона, Барселона | 0-0      | 1-4      |

| Освајач Купа сајамских градова 1958/60. |
| --------------------------------------- |
| Барселона 2. Титула                     |